# Saint-Didier-sur-Rochefort
Saint-Didier-sur-Rochefort là một xã trong tỉnh Loire miền trung nước Pháp.